# Afaf Rakib
Afaf Rakib, née le 18 mai 2003, est une escrimeuse marocaine.

## Carrière
Afaf Rakib est médaillée de bronze en épée par équipe aux Jeux africains de 2019.